# 荊木一久

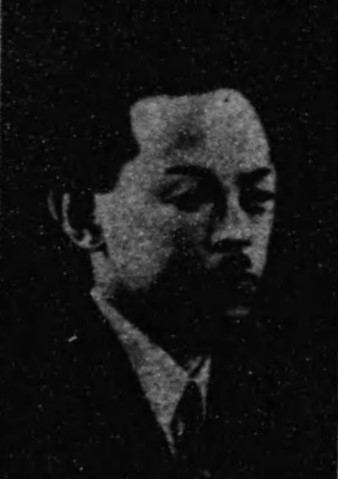
荊木一久

荊木 一久（いばらぎ かずひさ、1903年（明治36年）11月13日 - 1952年（昭和27年）1月4日）は、衆議院議員（日本進歩党→民主党）、弁護士。

## 経歴
新潟県中頸城郡春日村（現在の上越市）出身。荊木久三郎の長男として生まれた。1927年（昭和2年）に慶應義塾大学経済学部を卒業し、1929年（昭和4年）に高等試験に合格した。原法律事務所に勤務の後、1931年（昭和6年）に高田市に事務所を開いた。春日村会議員、新潟県会議員、同参事会員に選出された。
戦後の1946年（昭和21年）、第22回衆議院議員総選挙で当選。第23回でも再選された。その間、日本進歩党常議員、同監察副部長、同部長、民主党政務調査会理事を歴任した。